# James Charnley House
Ne pas confondre avec Chic Charnley, footballeur écossais, de son vrai nom James Charnley.
La James Charnley House est une maison historique située à Chicago, dans l'État de l'Illinois aux États-Unis. Elle se trouve au 1365 North Astor Street, dans le quartier historique de Gold Coast Historic District, dans le secteur de Near North Side.
Désormais appelée officiellement Charnley–Persky House, la maison fonctionne comme un musée et sert de siège pour l'organisation de la Society of Architectural Historians (SAH).

## Description
La James Charnley House est l'œuvre des architectes Louis Sullivan et Frank Lloyd Wright, qui était à l'époque un jeune dessinateur travaillant pour le bureau de Sullivan.
Construite en 1892, elle a été désignée Chicago Landmark par la Commission on Chicago Landmarks de la ville de Chicago le 20 août 1972 et National Historic Landmark en 1998. Elle a également été inscrite sur le Registre national des lieux historiques (National Register of Historic Places ; NRHP) en 1976.
La construction de la maison s'est achevée en 1892 pour Charnley, un bûcheron de Chicago qui a vécu dans la maison avec sa famille pendant environ une décennie.
La maison a été achetée par le cabinet d'architectes Skidmore, Owings and Merrill en 1986 et a été rénovée par la suite.